# Paradoxul toleranței
Paradoxul toleranței este un concept filosofic care sugerează că, dacă o societate extinde toleranța către cei intoleranți, riscă să permită, în cele din urmă, dominația intoleranței, subminând astfel chiar principiul toleranței. Acest paradox a fost formulat de filosoful Karl Popper în cartea Societatea deschisă și dușmanii ei (1945), unde a susținut că o societate cu adevărat tolerantă trebuie să își rezerve dreptul de a refuza toleranța celor care promovează intoleranța. Popper a argumentat că, dacă ideologiile intolerante sunt lăsate să se exprime fără restricții, ele ar putea exploata valorile societății deschise pentru a eroda sau distruge însăși toleranța, prin practici autoritare sau opresive.
Paradoxul a fost larg discutat în cadrul eticii și filosofiei politice, existând opinii variate despre modul în care societățile tolerante ar trebui să reacționeze la forțele intolerante. John Rawls, de exemplu, a susținut că o societate justă ar trebui, în general, să tolereze intoleranța, rezervând acțiunile de autoconservare doar atunci când intoleranța reprezintă o amenințare concretă la adresa libertății și stabilității. Alți gânditori, precum Michael Walzer, au analizat modul în care grupurile minoritare, care pot avea convingeri intolerante, beneficiază totuși de toleranță în cadrul societăților pluraliste.
Acest paradox ridică probleme complexe cu privire la limitele libertății, în special în ceea ce privește libertatea de exprimare și protecția valorilor democrației liberale. Are implicații asupra dezbaterilor contemporane privind gestionarea discursului instigator la ură, extremismului politic și politicilor sociale menite să promoveze incluziunea, fără a compromite integritatea toleranței democratice.